# Seleção Neozelandesa de Rugby Sevens Masculino
A Seleção Neozelandesa de Rugby Sevens representa a Nova Zelândia nas competições de sevens, como a Série Mundial de Rugby Sevens, Copa do Mundo de Rugby Sevens, Jogos Olímpicos de Verão e nos Jogos da Commonwealth. A equipe é oficialmente conhecida como All Blacks Sevens desde 1º de junho de 2012.
Em 2016, participou na primeira aparição do rugby sevens nos Jogos Olímpicos de Verão, onde terminou com a 5ª colocação.

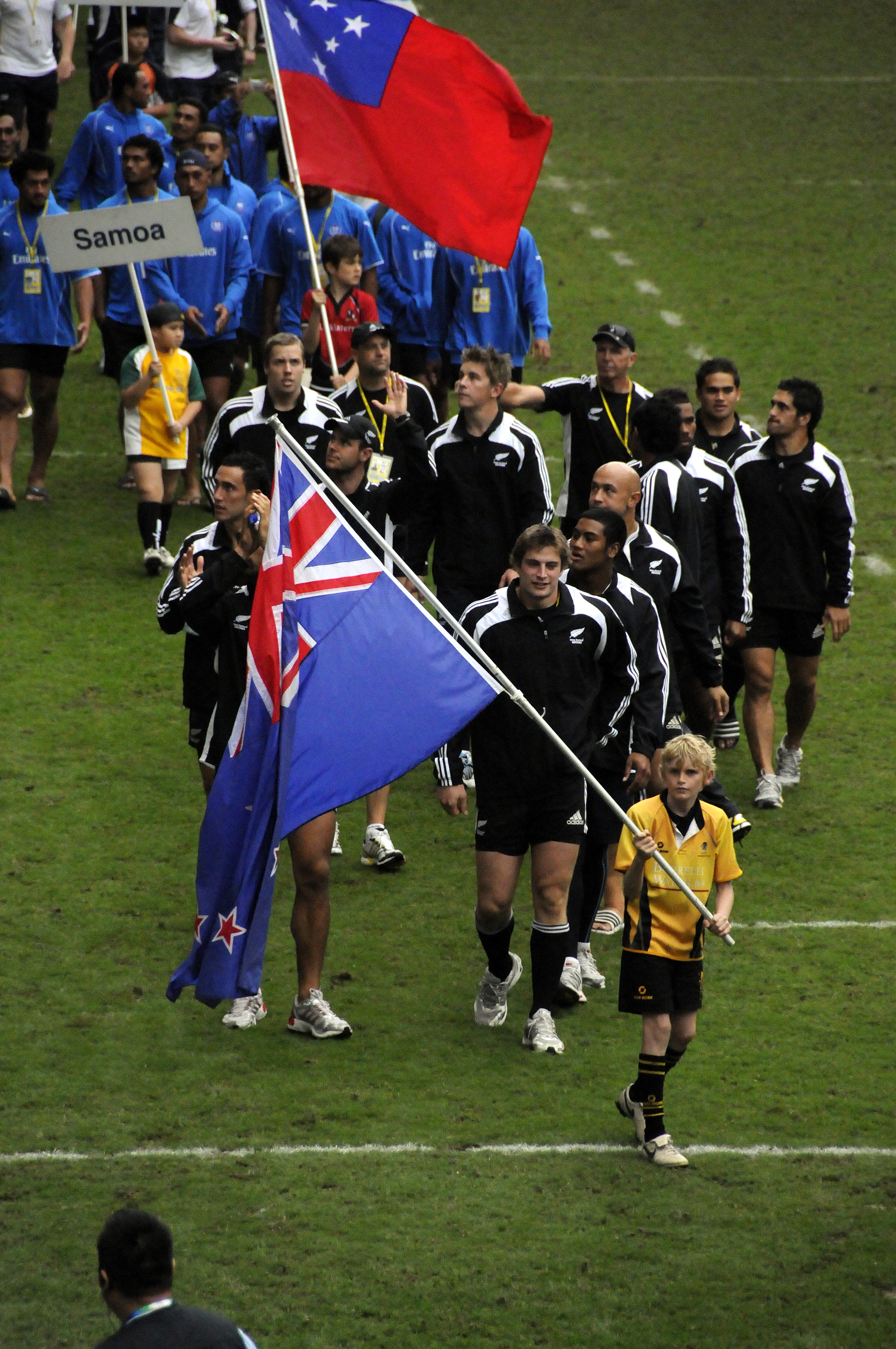
Equipa neo zelandesa no Sevens de Hong Kong de 1999.

## Palmares

### Série Mundial de Rugby Sevens
- Campeão: 1999–00, 2000–01, 2001–02, 2002–03, 2003–04, 2004–05, 2006–07, 2007–08, 2010–11, 2011–12, 2012–13, 2013–14
- Vice-campeão: 2009–10
- 3º colocado: 2014–15, 2015–16
- 4º colocado: 2005–06, 2008–09, 2016–17

### Copa do Mundo de Rugby Sevens
- Campeão: 2001, 2013, 2018
- Vice-campeão: 2005
- 3º colocado: 1997

### Jogos da Commonwealth
- Campeão: 1998, 2002, 2006, 2010, 2018
- Vice-campeão: 2014

### Oceania Sevens
- Vice-campeão: 2014